# Nicéphore Bryenne (ethnarque)
Pour les articles homonymes, voir Nicéphore Bryenne.
Nicéphore Bryenne (en grec : Νικηφόρος Βρυέννιος; date de naissance inconnue - mort après 1057) est un général byzantin, commandant une troupe de mercenaires en Macédoine;  impliqué dans une révolte contre l’impératrice Théodora, il tente par la suite de renverser Michel VI Stratiotikos.

## Contexte historique
En 1042, la dynastie macédonienne, après la mort de Basile II (r.962-1025) et de Constantin VIII (r. 962-1028), n'est plus représentée que par les deux filles de Constantin VIII : l'aînée Zoé Porphyrogénète et Théodora Porphyrogénète. La tradition byzantine ne permettant pas (à l’exception d’Irène l’Athénienne) qu’une impératrice occupe seule le trône, Zoé devenue impératrice dut se marier. Après avoir pris deux époux qui devinrent ainsi empereurs, elle jeta son dévolu sur Constantin Dalassène, couronné sous le nom de Constantin IX. Son règne vit la réapparition de révoltes militaires d’envergure : Georges Maniakès, gouverneur de Dyrrachium, Théophile Érotikos, gouverneur de Chypre, l’eunuque Étienne, gouverneur de Mélitène et, enfin, celle de son neveu, le général Léon Tornikios en 1047.
Cette dernière révolte affaiblit la défense de l’Empire byzantin dans les Balkans lesquels, en 1048, furent envahis par les Petchenègues qui dévastèrent cette région européenne de l’empire,.  

## Carrière
C’est durant cette période, soit en 1050/1051, que Nicéphore Bryenne fait son apparition dans les sources. Tôt en 1048, les Turcs seldjoukides s’étaient mis à ravager l’Arménie. L’empereur avait alors voulu renforcer les troupes de cette région par l’envoi de 15 0000 mercenaires petchenègues originaires de Sardica (aujourd’hui Sophia en Bulgarie). Mais ceux-ci se mutinèrent et allèrent rejoindre leurs compatriotes de la région de Preslav qui s’avérait être une région plus agréable et fertile que les terres qu’on leur avait données à Sardica. L’année suivante, Constantin ayant conclu une trêve avec les Seldjoukides se tourna contre les Petchenègues rebelles. À deux reprises, ces derniers eurent le dessus, tuant la deuxième fois le général commandant les troupes d’Occident, Constantin Arianitès. C’est alors que l’empereur fit appel à Nicéphore Bryenne. Originaire d’Antioche, celui-ci avait été fait ethnarque dans le thème de Macédoine. Avec ses troupes composées de Varègues et autres mercenaires il infligea une impressionnante défaite aux Petchenègues qui mit fin à leurs raids pour un certain temps.
Constantin IX mourut en janvier 1055 ans sans laisser d’héritier. Ses conseillers en particulier le logothès tou dromou (ministre chargé des finances publiques) Jean,  auraient voulu que la couronne soit offerte au gouverneur (doux) de Bulgarie, Nicéphore Proteuon.  Leurs plans furent déjoués par la sœur cadette de Zoé, Théodora Porphyrogénète qui avait été associée pendant quelques années à sa sœur (1042-1055) mais s’était depuis retirée dans un couvent. La garde impériale alla la chercher dans son couvent, lui fit revêtir des vêtements d’apparat et la proclama « empereur »,.
Septuagénaire, la nouvelle impératrice, d'excellente santé physique et mentale, prit fermement les rênes du pouvoir pendant quelque dix-neuf mois, déclarant qu'elle ne succédait pas véritablement à Constantin, mais reprenait simplement le pouvoir dont l'avait investi son père et dont elle avait été écartée par des intrus. Un de ses premiers gestes fut de révoquer et d’exiler le ministre des finances Jean, ainsi que Nicéphore Bryenne que semblait vouloir porter au trône les armées de l’Ouest, confisquant ses domaines et sa fortune,.
Après le décès de Théodora, Nicéphore devait revenir à la cour  où il fut impliqué dans les intrigues qui marquèrent le court règne de Michel VI Bringas (r. 1056-1067) alors que hauts fonctionnaires, militaires, patriarche et population de Constantinople se disputaient le pouvoir. Ancien sénateur, connu sous le surnom de stratiotikos parce qu'il avait occupé le poste de logothète » (ministre  des affaires financières de l'armée), celui-ci était en mauvais termes avec les généraux d’Anatolie, peut-être parce qu’il avait payé ceux-ci avec la monnaie dévaluée de Constantin IX, alors qu’il accordait des promotions importantes aux eunuques du palais. 
Effectivement, à Pâques 1057, jour où l'empereur distribuait les sommes d'argent correspondant au rang des hauts fonctionnaires civils et militaires, une délégation des principaux officiers se rendit au Palais. Elle était présidée par Isaac Comnène, relevé trois ans plus tôt de ses fonctions de stratopédarque d'Orient et comprenait entre autres le magistros Katakalôn Kékauménos, récemment remercié comme doux (gouverneur) d'Antioche et d’autres hauts gradés de l’armée. Ceux-ci furent éconduits par l’empereur et renvoyés chez eux les mains vides. C’est alors qu’ils formèrent le projet de renverser Michel VI et contactèrent  Nicéphore Bryenne pour s’assurer de son appui.
Celui-ci avait entretemps été rappelé à Constantinople et avait retrouvé son commandement, mais non ses biens confisqués. Cette année-là (1057), l’empereur lui avait donné l’ordre de quitter la capitale avec une troupe de 30 000 hommes pour aller renforcer celles de Cappadoce attaquées par les Seldjouks. Furieux, Bryenne quitta la capitale avec ses soldats.  Arrivé à destination, il se querella avec le patrice Jean Opsaras, homme de l'empereur qui détenait l'or à répartir, désirant le distribuer comme il l'entendait. Il fit emprisonner le patrice jusqu'à ce qu'un autre patrice, Lykanthès vienne le libérer.  Ce geste fut interprété par d’autres officiers comme une tentative de rébellion. Bryenne fut alors arrêté par un commandant local, mis en prison et aveuglé avant d’être renvoyé à Constantinople,. Il disparait des sources par la suite.

## Les suites
Craignant alors que leur complot ne soit découvert, les généraux postés en Anatolie se réunirent et proclamèrent Isaac Comnène empereur le 8 juin 1057 à Gounaria en Paphlagonie. Avec leurs troupes, essentiellement en provenance d’Asie mineure, ils se mirent en marche vers Nicée où Ils firent face aux forces demeurées loyales à Michel VI . Les troupes loyalistes après une bataille épique eurent le dessous, permettant aux rebelles de reprendre le chemin de Constantinople . Après avoir tenté de négocier un compromis, l’empereur, sur le conseil du patriarche Michel Cérulaire, accepta d’abdiquer. Isaac put ainsi entrer dans la capitale où il fut couronné par le même patriarche.

## Famille
Nicéphore Bryenne avait épousé une personne du nom de Anna qui avait rang de kouropalatissa. Le couple eut deux fils et un petit-fils qui parvinrent à une certaine célébrité  :
- Nicéphore Bryenne (date de naissance inconnue, décès 1095). Général et magistros, il combattit à la bataille de Manzikert et fut gouverneur de Dyrrachium, il se rebella contre Michel VII Doukas en 1077, puis contre Nicéphore III après que celui-ci ait renversé Michel VII. Vaincu par Alexis Comnène à la bataille de Kalavrya, il fut arrêté sur l'ordre du nouvel empereur et condamné à avoir les yeux crevés (1079)[19].
- Jean Bryenne. Également militaire, il appuya son frère dans sa rébellion et reçut de lui le titre de domestikos ton scholon. Après l’échec de la rébellion, il fut capturé par la garde Varègue et assassiné[4].
- Nicéphore Bryenne (1062/82–1137)), général, homme d’État et écrivain. Fils du précédent Nicéphore Bryenne selon Zonaras, petit-fils selon Anne Comnène, il maria Anne Comnène vers 1097. Il participa aux campagnes d’Alexis Ier et devint césar vers 1111. Le « Matériel pour une histoire » qu’il avait commencé décrivant les guerres obscures entre les familles Comnène, Doukas et Bryenne sera continué par Anne Comnène dans son « Alexiade »[20].